# Dasypus hybridus
Tatou hybride
Espèce
Statut de conservation UICN

 NT  : Quasi menacé
Le Tatou hybride, Dasypus hybridus, est une espèce de tatous de la sous-famille des Dasypodinae. Il a été décrit par Anselme Gaëtan Desmarest en 1804.

## Répartition

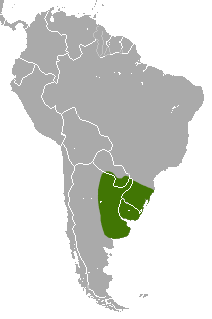
Répartition de l'espèce en Amérique du Sud.

Le Tatou hybride vit  en Argentine, en Uruguay, au Paraguay et au Brésil.

## Reproduction

Une caractéristique remarquable des tatous à long museau réside dans leur mode de reproduction par la polyembryonie obligatoire, unique au sein des Vertébrés. Dans le phénomène de polyembryonie monozygotique, un ovule fécondé unique aboutit à la formation de plusieurs embryons par partition du blastocyste en plusieurs parties égales après son implantation dans l’utérus. Ce mode de reproduction particulier a été rapporté chez les quatre espèces du genre Dasypus où il a été recherché : Dasypus novemcinctus, Dasypus sabanicola, Dasypus kappleri, Dasypus hybridus.

Ainsi, Dasypus sabanicola donne systématiquement naissance à des quadruplés génétiquement identiques. Chez Dasypus hybridus le nombre d’embryons formés peut atteindre un maximum de 12, mais une forte mortalité intra-utérine fait qu’en général seuls sept à huit embryons arrivent à terme. L’apparition de la reproduction par polyembryonie systématique chez les tatous est généralement interprétée comme une réponse physiologique imposée chez ces espèces par la forme particulière de l’utérus ne présentant qu’un seul site d’implantation pour le blastocyste,.